# Shibden Hall

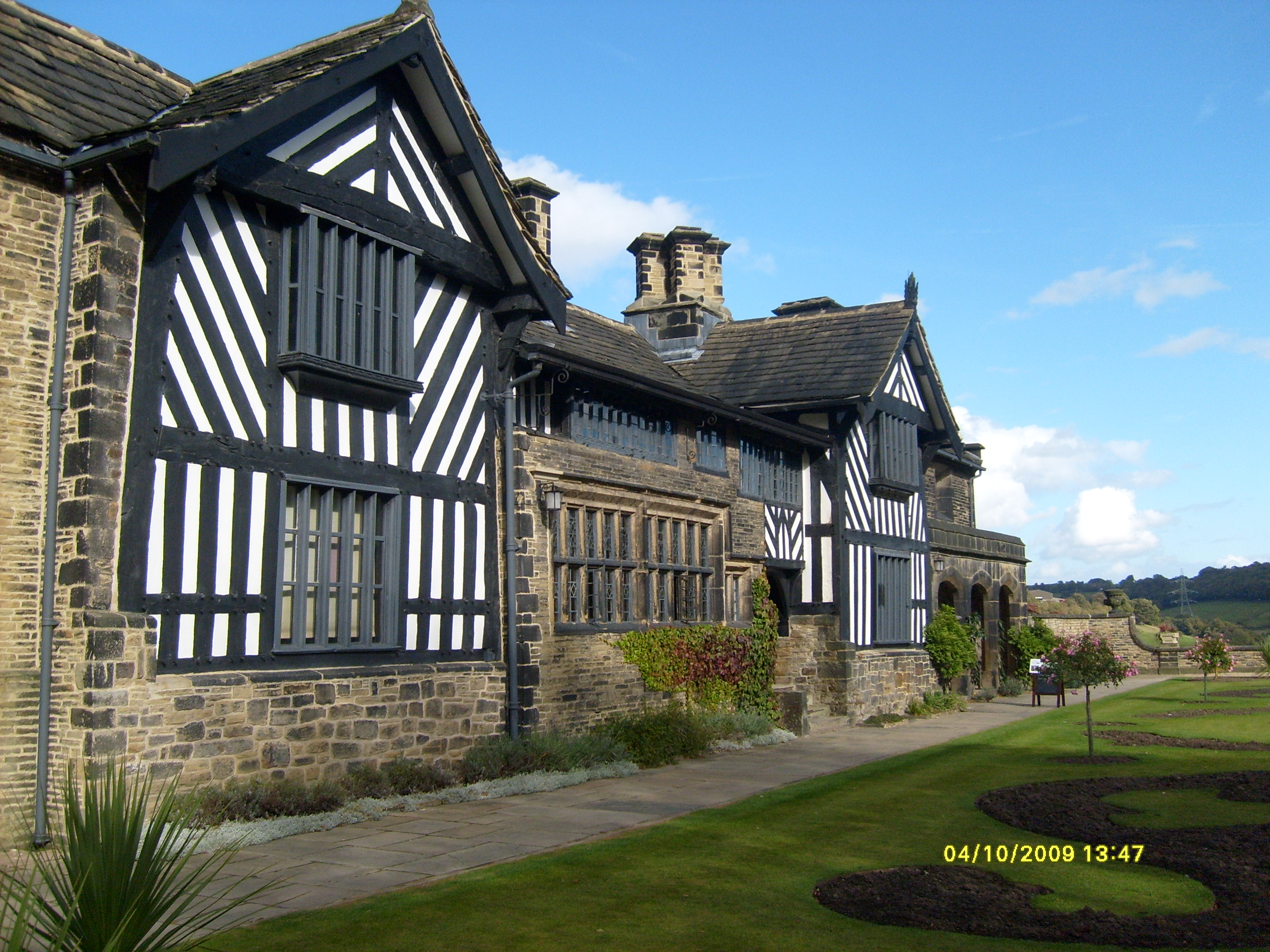
Shibden Hall vue de face

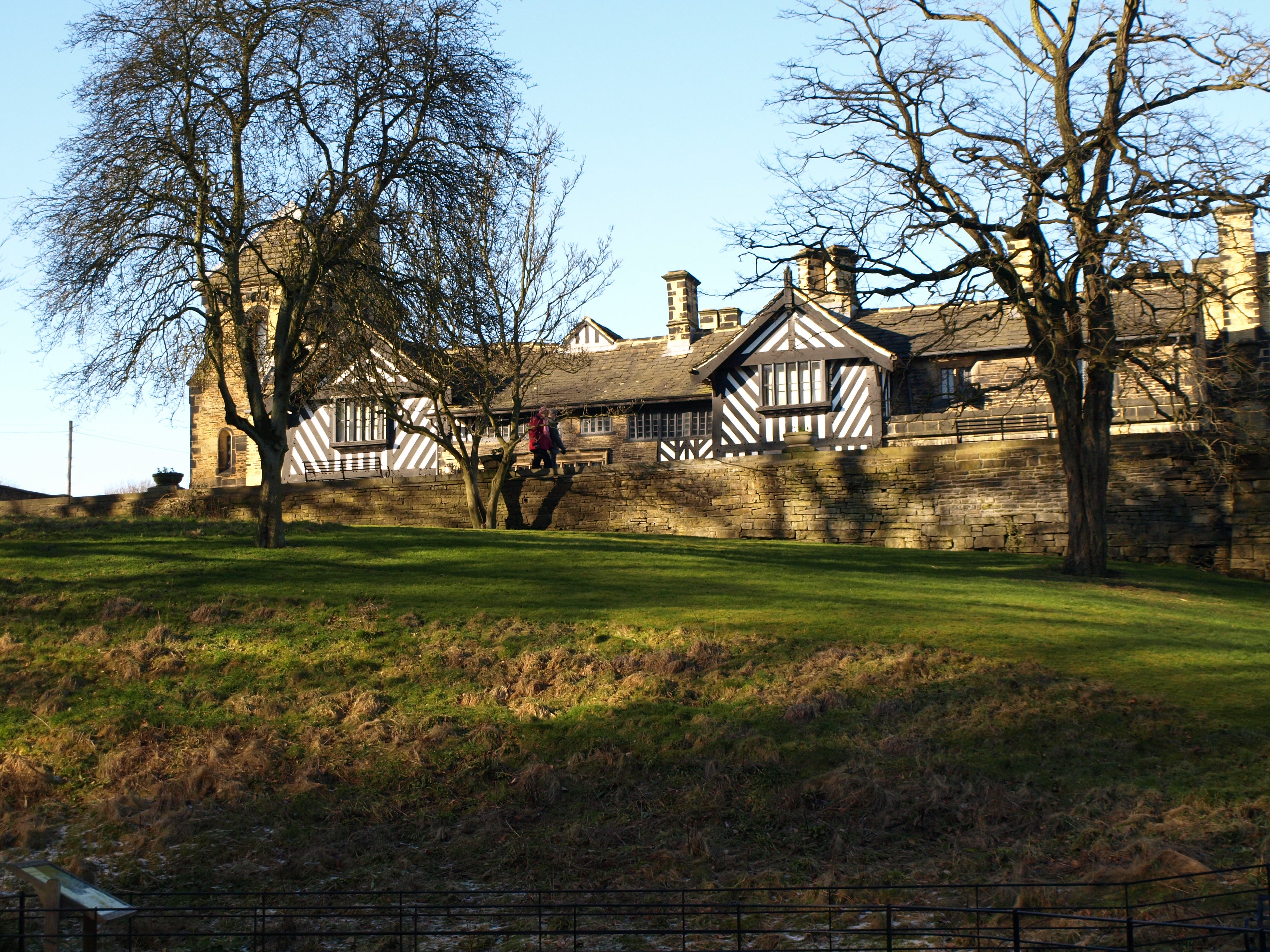
Shibden Hall depuis les allées du parc.

Shibden Hall est une maison historique classée Grade II * située dans un parc public de Shibden, dans le Yorkshire de l'Ouest, en Angleterre. Des générations de résidents ont profondément modifié le bâtiment par rapport à sa conception d'origine, bien que sa façade à colombages Tudor reste sa caractéristique la plus reconnaissable. 
Anne Lister est l’une de ses résidentes les plus notables. Elle a hérité de la maison d’un membre de sa famille. Anne Lister est décrite comme étant la première lesbienne moderne en raison de son "amour du beau sexe" qu'elle a documenté dans ses journaux intimes . 

## Histoire
La première trace de la demeure remonte aux alentours de 1420, quand elle a été enregistrée comme étant habitée par le marchand de tissu William Otes résidant à « Schepdene ». Avant 1619, le domaine appartenait aux familles Savile et Waterhouse. Les symboles des armoiries des trois familles sont consignés dans les fenêtres à meneaux de la maison. De nombreux propriétaires se succèdent durant les siècles avant d'arriver dans les mains de la famille Lister, également marchands de tissu, au début du XVIIe siècle. De 1615 à 1926 environ, le domaine de Shibden reste quasi toujours entre les mains de la famille Lister, la résidente la plus célèbre étant Anne Lister (1791–1840) qui récupère la gestion du domaine de Shibden Hall après la mort de son oncle James Lister en 1826, puis en hérite en 1836 à la mort de son père et de sa tante.
De son vivant, Anne Lister a fait des changements significatifs à l'architecture de Shibden. Elle charge en 1830, l’architecte yorkais John Harper et le paysagiste Samuel Grey pour apporter d’importantes améliorations à la maison et au terrain, incluant l’ajout d’une tour de style normand vers 1836 pour sa bibliothèque, avec des toilettes modernes. Le hall principal a également été rouvert à la hauteur du bâtiment et une galerie, de nouvelles frises jacobéennes ainsi qu'une cheminée sont installés. Les principales caractéristiques du parc sont créées notamment des jardins en terrasse, des rocailles, des cascades et un lac pour la navigation de plaisance. Un jardin de châle Paisley conçu pour la terrasse par Joshua Major est ajouté dans les années 1850.
Lister est rejointe à Shibden Hall par sa partenaire Ann Walker en 1834. Walker possédait le terrain concomitant la propriété de Shibden et hérita de Shibden Hall quand Lister mourut en septembre 1840 à la condition qu’elle ne se marie jamais. Toutefois, Ann Walker a été retirée de Shibden Hall par son beau-frère le capitaine George Sutherland en 1843, époux de sa sœur Elizabeth Walker, et a été internée plusieurs années dans un asile à York. Les Sutherland résident à Shibden Hall en 1845 et George MacKay Sutherland de Shibden Hall y meurt en avril en 1847. À la suite de la mort d’Ann Walker en 1854, les légataires Lister héritèrent de la propriété de Shibden. Les journaux intimes et codés d’Ann Lister ont été cachés pendant un temps dans un mur du corridor de l'étage à Shibden Hall par un descendant qui ne souhaitait pas qu'ils deviennent de notoriété publique. Une première sélection de ces journaux codés a été publiée en 1988 par Helena Withbread dans I Know My Own Heart : The Diaries of Anne Lister.
En 1923, John Lister, le dernier héritier Lister, est déclaré en faillite. Son ami M. A. S. McCrea, un conseiller d’Halifax, acheta l'édifice et le présenta aux gens d’Halifax avec ses 890 acres de terrain comme un parc public, qui fut inauguré par le prince de Galles en 1926. John Lister a vécu sa vie dans le hall, qui fut passé à sa mort à Halifax Corporation qui l’ouvrit comme un musée en 1934.
La propriété est classée Grade II * depuis le 3 novembre 1954 . Le parc et les jardins ont été restaurés entre 2007 et 2008 avec près de 3,9 millions de livres provenant du Fonds de loterie du patrimoine et 1,2 million de livres du Calderdale Council . Les jardins ont été classés Grade II le 27 juin 2000 . 
La propriété est actuellement ouverte au public, le «West Yorkshire Folk Museum» étant installé dans une grange et des bâtiments de ferme adjacents. La demeure abrite divers ateliers restaurés, notamment une brasserie, un atelier de vannerie, une tannerie, une écurie et une vaste collection de calèches. Le parc contient également une exposition sur les murs en pierre sèche, une aire de jeux pour enfants et un chemin de fer miniature à vapeur ,. 
La demeure a été utilisée pour le tournage du film Peterloo et de la série télévisée Gentleman Jack diffusée en 2019 sur BBC / HBO, relatant la vie de son ancienne propriétaire Anne Lister ,. À la suite de la série télévisée, regardée par près de six millions de personnes chaque semaine, le nombre de visiteurs a triplé, ce qui a conduit le conseil municipal de Calderdale à planifier une extension des heures d’ouverture . 
La salle de musique contient un piano carré, daté de 1769, de John Pohlman, l'un de ses plus anciens. Le piano n'a jamais été restauré, bien que le support en chêne ne soit pas d'origine .